# 何贵妃
端靜貴妃，亦稱為何貴妃（?年—1435年），名字及出身均不詳，明朝明宣宗朱瞻基之惠妃，殉葬後被追贈為貴妃。

## 生平
何氏的出生及具體入宮時間尚待考證。洪熙元年七月初八日（1425年7月22日），剛即位的明宣宗朱瞻基任命太子太保兼陽武候薛祿為正使、太子太保兼禮部尚書呂震為副使，持節冊封何氏為惠妃，冊文與劉淑妃的相同。從冊封詔書可知何氏在明宣宗尚為太子時已經開始侍奉他，品行端正專一，性情溫柔仁惠，並且熟讀詩書圖史，遵循明訓而周全處事，舉止謹慎合禮，因而被冊封為惠妃。
宣德十年正月初三日（1435年1月31日），明宣宗駕崩，同年三月二十八日（1435年4月26日），剛即位的明英宗朱祁鎮追贈皇庶母惠妃何氏為貴妃（謚號端靜），趙氏為賢妃（謚號純靜），吳氏為惠妃（謚號貞順），焦氏為淑妃（謚號莊靜），曹氏為敬妃（謚號莊順），徐氏為順妃（謚號貞惠），袁氏為麗妃（謚號恭定），諸氏為恭妃（謚號貞靜），李氏為充妃（謚號恭順），何氏為成妃（謚號肅僖），謚冊稱：「茲委身而蹈義，隨龍馭以上賓，宜薦徽稱，用彰節行」。由此可知，何惠妃殉葬之後被明英宗追贈為端靜貴妃。
何貴妃死因不明，但有可能是被縊死的。根據《朝鮮王朝實錄》的記載，明成祖朱棣駕崩後，首先在庭院中為三十多位隨葬宮人提供飲食，然後將她們帶到殿堂，讓她們站在小木床上，將頭套入繩圈，隨後便撤去木床縊死。
另外，《宛署雜記》稱「榮思賢妃吳氏葬金山，景陵妃七，余俱從葬」，崇禎年間太常寺官屬所輯《太常續考》記「景陵八妃，榮思賢妃吳氏、二妃、三妃、四妃、五妃、六妃、七妃、八妃，俱無諡號、姓氏，七位從葬，一葬金山」然而「從葬者蓋有十妃」。

## 惠妃冊文
根據《明宣宗章皇帝實錄》（洪熙元年七月乙亥條）的記載，何惠妃的冊文與劉淑妃的相同，因此何惠妃的冊文曰：
```
「朕惟政教之施，由內以達外；王化之被，自家以及邦。茲肇建於中宮，宜敘升於賢德。爾何氏，端一靖茌，肅雍柔惠，詩書圖史，佩明訓以周旋，琚瑀珩璜，謹容儀於動履。選自名族，嬪予春宮，遂關雎樂得之心，有鷄鳴儆戒之益。爰加禕翟，俾貳軒龍，特封爾為惠妃。於戲！朕惟篤君道，爾尚謹於相成；后以表母儀，爾尚謹於輔佐。惟順以裕德，惟善以榮身，誠敬以相禋祀，謙厚以睦宗族。永光寵祿，益懋徽音，欽哉。」
```

## 衍生形象

### 電視劇
| 年份 | 劇名     | 演員 | 剧中称谓                       |
| ---- | -------- | ---- | ------------------------------ |
| 2022 | 《尚食》 | 楷旋 | 何氏（太孫嬪妃→太子才人→惠妃） |